# Coreses
Coreses is een gemeente in de Spaanse provincie Zamora in de regio Castilië en León met een oppervlakte van 43,16 km². Coreses telt 1.050 inwoners (1 januari 2016).